# Plestiodon reynoldsi
Plestiodon egregius (флоридський піщаний сцинк) — вид сцинкоподібних ящірок родини сцинкових (Scincidae). Ендемік США.

## Опис
Флоридські піщані сцинки — невеликі сірі або коричневі ящірки завдовжки 10-13 см. Хвіст становить приблизно половину всієї довжини тварини. Кінцівки сцинка редуковані, особливо передні, на яких є лише по одному пальцю, на дещо більших задніх кінцівках по два пальця. Голова клиноподібна, пристосована до риючого способу життя, на тілі є виїмки, в які можна скласти передні лапи, очі маленькі, з прозорими "віконцями" на нижніх повіках.

## Поширення і екологія
Флоридські піщані сцинки є ендеміками піщаних пагорбів, розташованих в центральній частині Флоридського півострова, зокрема пагорбів Лейк-Велського хребта. Вони живуть серед соснових чагарників. Ведуть риючий спосіб життя, зустрічаються серед піщаного ґрунту, на глибині 5-10 см. Живляться безхребетними, зокрема термітами, павуками, личинками мурашиних левів і жуків. Відкладають яйця, в кладці 2 яйця.

## Збереження
МСОП класифікує цей вид як вразливий. Plestiodon reynoldsi загрожує знищення природного середовища.